# Prince (Ontario)
Prince – gmina (ang. township) w Kanadzie, w prowincji Ontario, w dystrykcie Algoma.
Powierzchnia Prince to 84,28 km².
Według danych spisu powszechnego z roku 2001 Prince liczy 1010 mieszkańców (11,98 os./km²).

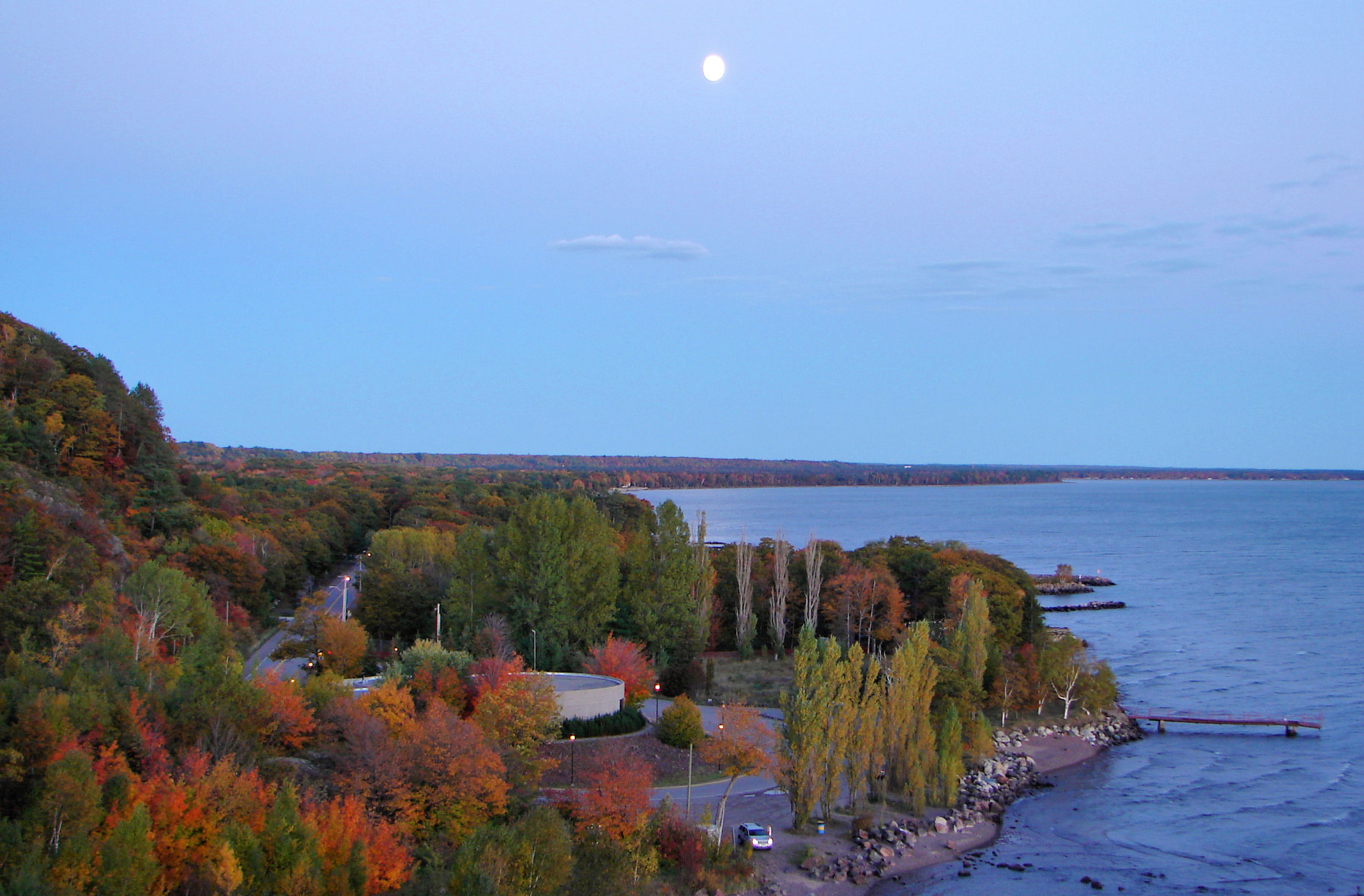
Gros Cap